# امیلیو فوریسکوت
امیلیو فوریسکوت (اسپانیایی: Emilio Foriscot‎؛ ۵ دسامبر ۱۹۰۴ – ۲۰۰۱) فیلم‌بردار اهل اسپانیا بود.
از فیلم‌هایی که وی در آن‌ها نقش داشته‌است، می‌توان به آشوب‌گر، تجارت منع‌شده و دو رقیب اشاره نمود.